# ويلو شيلدز
ويلو شيلدز (بالإنجليزية: Willow Shields)‏ ممثلة أمريكية ولدت في 1 يونيو 2000 في البوكيرك، نيو مكسيكو، الولايات المتحدة الأمريكية بدأت مشوارها الفني عام 2008 .

## روابط خارجية
- ويلو شيلدز على موقع IMDb (الإنجليزية)
- ويلو شيلدز على موقع روتن توميتوز (الإنجليزية)
- ويلو شيلدز على موقع ألو سيني (الفرنسية)
- ويلو شيلدز على موقع أول موفي (الإنجليزية)
- ويلو شيلدز على موقع قاعدة بيانات الأفلام السويدية (السويدية)
- ويلو شيلدز على موقع قاعدة بيانات الفيلم (الإنجليزية)
- ويلو شيلدز على موقع كينوبويسك (الروسية)
- ويلو شيلدز على موقع كينوبويسك (الروسية)